# Michelle Campbell (1984)
Michelle Marie Campbell, conosciuta anche con il nome turco di Melisa Can (Waterloo, 12 maggio 1984), è un'ex cestista statunitense, professionista nella WNBA.